# Jacques Faivre (Fußballspieler)
Jacques „Jacky“ Faivre (* 25. November 1932 in Bourg-en-Bresse; † 12. August 2020 in Viriat) war ein französischer Fußballspieler.

## Karriere

### Vereine
Faivre kam im Seniorenbereich für den FC Sochaux in der Saison 1951/52 in der Division 1 in fünf Punktspielen zum Einsatz; dabei gelang ihm ein Tor. Danach bestritt er 19 Punktspiele für den Zweitligisten RC Besançon, bevor er – nach Sochaux zurückgekehrt – von 1953 bis 1956 erneut für den FC Sochaux spielte. Mit dem Verein erreichte er 1953/54 das Halbfinale im Wettbewerb um den Coupe Charles Drago – die 1:2-Niederlage im heimischen Stade Auguste-Bonal gegen den OSC Lille verhinderte den Einzug ins Finale.
Nach Nizza gelangt, spielte er vier Jahre lang für den dort ansässigen OGC Nizza; am Saisonende 1958/59 gewann er mit der errungenen Meisterschaft seinen ersten Titel. Im Wettbewerb um den Europapokal der Landesmeister bestritt er bei seinen zwei Teilnahmen (1956/57 und 1959/60) insgesamt zehn Spiele, in denen er sieben Tore erzielte. Beide Male schied seine Mannschaft gegen Real Madrid jeweils im Viertelfinale aus dem Wettbewerb aus. Im Wettbewerb um den Coupe Charles Drago 1959/60 ereilte ihn und seine Mannschaft das Aus im Halbfinale, das mit 1:5 beim RC Lens verloren wurde.
Danach spielte er für den Ligakonkurrenten Stade Rennes, den er nach vier Punktspielen in der Folgesaison im September jedoch vorzeitig verließ und sich den Ligakonkurrenten AS Saint-Étienne anschloss. Mit zwei Einsätzen im Wettbewerb um den Coupe de France 1961/62 hatte er Anteil am späteren Gewinn des Pokals, der mit 1:0 gegen den FC Nancy errungen wurde. Diesbezüglich war seine Mannschaft auch auf europäischer Vereinsebene vertreten. Im Wettbewerb um den Europapokal der Pokalsieger kam er im Jahr darauf in den jeweiligen Hin- und Rückspielen der 1. und 2. Runde gegen Vitória Setúbal und den 1. FC Nürnberg zum Einsatz; im Rückspiel, beim 3:0-Sieg über Vitória Setúbal, erzielte er zwei Tore. Mit dem Abstieg am Saisonende beendete er seine Spielerkarriere am Saisonende der Division 2 – als Erstplatzierter.

### Nationalmannschaft
Faivre bestritt zwei Länderspiele für die A-Nationalmannschaft. Bei seinem Debüt am 28. September 1961 im Prinzenpark beim 5:1-Sieg über die Nationalmannschaft Finnlands im dritten Spiel der WM-Qualifikationsgruppe 2 gelangen ihm mit den Treffern zum 1:0 und 3:0 in der sechsten und 41. Minute seine ersten beiden Tore. Seinen letzten Einsatz als Nationalspieler hatte er am 18. Oktober 1961 im Brüsseler Stade du Centenaire bei der 0:3-Niederlage gegen die Nationalmannschaft Belgiens.

## Erfolge
- Französischer Meister 1959
- Französischer Pokal-Sieger 1962
- Meister Division 2 1963